# Vương hoàng hậu (Đường Cao Tông)
Đường Cao Tông Vương Hoàng hậu (chữ Hán: 唐高宗王皇后; ? - 655), hay còn gọi là Cao Tông Phế hậu Vương thị (高宗廢后王氏) hoặc Cao Tông Thứ nhân (高宗庶人), là chính thất cũng như Hoàng hậu đầu tiên của Đường Cao Tông Lý Trị, Hoàng đế thứ 3 triều đại nhà Đường.
Vương Hoàng hậu xuất thân thế gia, dù là chính thất nhưng không con nên bị Cao Tông thất sủng. Khi đó Cao Tông lại sủng ái Tiêu Thục phi khiến Vương Hoàng hậu ghen ghét, trong cung 2 người công khai đối địch nhau. Nhân một dịp Cao Tông đến bái chùa cho Tiên hoàng, ông gặp lại một Tài nhân cũ của Tiên hoàng là Võ Mị và đem lòng nhung nhớ. Vương Hoàng hậu biết đền, và vì để khiến Cao Tông thất sủng Tiêu phi, Vương Hoàng hậu đã trợ giúp đắc lực đem Võ Tài nhân trở về hậu cung.
Sau này, Đường Cao Tông lập Võ thị làm Hoàng hậu, nên Vương Hoàng hậu cùng Tiêu Thục phi bị phế, đày vào trong ngục, cuối cùng bị Võ hậu giết chết bằng cách rất man rợ. Cái chết của bà cùng Tiêu Thục phi trở nên nổi tiếng, lưu lại tích cổ, là một sự kiện quan trọng trong cuộc đời của Võ hậu về sự tàn ác.

## Xuất thân
Vương Hoàng hậu xuất thân từ Sĩ tộc Thái Nguyên Vương thị, là cháu gái của Vương Tư Chính - nguyên là Thượng thư tả phó xạ thời Bắc Ngụy. Cha bà là Vương Nhân Hữu (王仁佑), mẹ là Liễu thị (柳氏), xuất thân danh môn. Cháu trai Vương Tư Chính là Vương Dụ (王裕), Phò mã của Đồng An công chúa (同安公主), em gái cùng mẹ cùng cha của Đường Cao Tổ Lý Uyên. Tướng quân nổi tiếng thời Đường Vương Phương Dực (王方翼) là cháu của Vương Dụ và Đồng An công chúa, là anh họ của Vương Hoàng hậu. Cậu ruột của Vương thị là Liễu Thích (柳奭), giữ chức Trung thư lệnh - một trong các Tể tướng triều Đường đương thời.
Với gia thế như vậy, có thể nói Vương thị xuất thân vọng tộc, hiển quý vô ngần, là đối tượng tốt để trở thành Hoàng hậu trong tương lai. Khi trưởng thành, Vương thị nổi tiếng có nhan sắc, Đồng An công chúa vào cung xin với Đường Thái Tông Lý Thế Dân ban hôn, và Thái Tông đã lấy Vương thị gả cho Tấn vương cũng độ tuổi trưởng thành. Bà kết hôn với Đường Cao Tông khi ông chỉ mới là Tấn vương (晉王), Vương thị trở thành Tấn vương phi (晉王妃). Năm Trinh Quán thứ 17 (643), Tấn vương Lý Trị lên 16 tuổi, Thái Tông phong làm Thái tử, Vương thị trở thành Thái tử phi, cha Vương thị là Vương Nhân Hữu được Thái Tông thăng làm Trần Châu Thứ sử.
Lúc này ngoài Vương thị, Lý Trị còn có thêm một thứ thiếp là Tiêu Lương đệ, tư sắc diễm lệ, thông tuệ ca múa, được Lý Trị chuyên sủng, Tiêu thị sinh cho ông ba đứa con là Nghĩa Dương công chúa (義陽公主), Lý Tố Tiết (李素节) và Cao An công chúa (高安公主). Vương phi tuy kết hôn đã lâu nhưng vì không có con nên không được Lý Trị yêu mến. Tiêu thị cậy sinh nhiều con trở nên kiêu ngạo khiến Vương phi đố kị.

## Hoàng hậu nhà Đường
Năm Trinh Quán thứ 23 (649), tháng 7, Đường Thái Tông băng hà, Thái tử Lý Trị lên ngôi trước linh cữu, trở thành Đường Cao Tông. Sang năm đầu Vĩnh Huy (650), Cao Tông chính thức sách lập Thái tử phi Vương thị làm Hoàng hậu, còn Lương đệ Tiêu thị làm Thục phi (淑妃), thuộc hành Chánh nhất phẩm, địa vị chỉ sau Hoàng hậu. Cha của Vương Hoàng hậu được phong làm Ngụy quốc công (魏國公); còn mẹ là Liễu thị làm Ngụy Quốc phu nhân (魏國夫人).
Khi ấy con trai của Tiêu Thục phi là Lý Tố Tiết được phong làm Ung vương (雍王), lớn lên anh tuấn nên rất được Cao Tông thương yêu. Vương Hoàng hậu không con, mà trong các con của Cao Tông có Hoàng trưởng tử Lý Trung là do cung nhân sinh ra, mệnh yểu, từ nhỏ không còn mẹ. Nhân đó Vương Hoàng hậu nhận Lý Trung làm con nuôi, do vậy Lý Trung danh chính ngôn thuận giữ được vị trí Hoàng thái tử. Các phi tần của Thái Tông ngày trước bị chuyển đến sống tại chùa Cảm Nghiệp, trong số đó có Võ Mị, một Tài nhân của Thái Tông mà Cao Tông từng có quan hệ lén lút khi còn là Thái tử. Một ngày kia, Cao Tông đến Cảm Nghiệp Tự cúng tế Thái Tông, tình cờ gặp Võ Tài nhân, lúc về ngày đêm thương nhớ. Vương Hoàng hậu biết chuyện, bèn ủng hộ Cao Tông đưa Mị hồi cung, ý định lợi dụng tranh sủng với Tiêu Thục phi. Vốn còn yêu Võ Mị, Cao Tông liền đến Cảm Nghiệp Tự đón về, phong làm Chiêu nghi, thuộc hàng Chánh nhị phẩm. Võ Chiêu nghi đắc sủng, Tiêu Thục phi liền bị lạnh nhạt. Về sau, có Võ Chiêu nghi hầu cận, Cao Tông không ngó ngàng đến Vương Hoàng hậu lẫn Tiêu Thục phi.
Năm Vĩnh Huy thứ 5 (654), tháng 1, Võ Chiêu nghi hạ sinh người con thứ ba cho Cao Tông là An Định Tư công chúa, nhưng vài ngày sau công chúa chết non, trùng hợp trước đó vài giờ, Vương Hoàng hậu ghé thăm. Võ Chiêu nghi khóc lóc thảm thương, Đường Cao Tông càng tin Vương Hoàng hậu giết con ông, từ đó nảy ý phế hậu, đưa Võ Chiêu nghi lên thay. Cao Tông muốn Trưởng Tôn Vô Kỵ đề xướng việc này ra, mẹ của Võ Chiêu nghi là Dương phu nhân cùng Lễ bộ Thượng thư Hứa Kính Tông (許敬宗) cũng ra sức thuyết phục nhưng Vô Kỵ không đồng ý. Vương Hoàng hậu cảm thấy bất an, bèn kết thân lại với Tiêu Thục phi, dèm pha nói xấu Võ Chiêu nghi. Hai người cùng mẹ của Hoàng hậu là Liễu thị tiến hành vu thuật, bị Võ Chiêu nghi ngấm ngầm sai người tố cáo. Sự việc phơi bày, Đường Cao Tông hạ lệnh cấm Liễu thị vào cung, bãi nhiệm chức vụ của Liễu Thích, cậu của Vương Hoàng hậu. Trong lúc đó, Trung thư xá nhân Lý Nghĩa Phủ (李義府) vốn bị Trưởng Tôn Vô Kỵ ghét và biếm chức, nhân đó dâng sớ xin phế Hậu lên Cao Tông. Cao Tông vui mừng, triệu Phủ vào cung, cho phục chức. Lý Thế Tích cùng Trưởng Tôn Vô Kỵ và Chử Toại Lương (褚遂良) đều lên tiếng can ngăn Cao Tông.
Năm Vĩnh Huy thứ 6 (655), ngày 13 tháng 10 (tức ngày 27 tháng 11 dương lịch), Đường Cao Tông lấy tội danh [Âm mưu hạ độc; 阴谋下毒], ra chiếu chỉ phế Vương Hoàng hậu và Tiêu Thục phi làm thứ nhân, giam ở ngục tối, người nhà của Vương thị và Tiêu thị đều bị đày ở Lĩnh Nam. Chưa hết, người theo phe của Võ thị là Hứa Kính Tông còn dâng sớ, nói cha của Vương thị là Nhân Hữu không công không lao, không nên có tước vị cao quý, Cao Tông bèn ra chỉ tước đoạt hết tước hiệu của Vương Nhân Hữu. Cao Tông nghe theo Võ thị, cho đổi họ của Vương thị thành [Mãng, 蟒] và Tiêu thị là [Kiêu, 梟].

## Cái chết
Không lâu sau, Cao Tông vì niệm tình xưa nên lén vào ngục thăm Vương thị và Tiêu thị xem thế nào. Nhìn thấy hai người tàn tạ khổ sở, Cao Tông đau xót gọi:「"Hoàng hậu và Thục phi ở nơi nào? Có khỏe không?!"」. Tiêu phi đáp:「"Bọn thiếp bị phế, đâu còn là hậu phi của hoàng thượng nữa?"」. Biết Cao Tông vẫn chưa tuyệt tình, Tiêu phi van nài:「"Xin người niệm tình, còn nhớ lại chúng thiếp, đổi tên nơi này thành 『Hồi Tâm viện』, chúng thiếp đã đội ân"」. Cao Tông xúc động hứa sẽ lo liệu, Võ hậu biết chuyện, nổi giận sai người đến đánh họ 100 roi. Đánh xong, Võ hậu ra lệnh chặt hết tay chân rồi ngâm họ vào chum rượu, nói:「"Cho hai ả biết thế nào là rượu ngấm tận xương"」. Điển tích này về sau gọi là Cốt túy (骨醉). Sau vài ngày chịu đựng, cả hai qua đời. Tương truyền, khi Vương thị bị giết, đã chỉnh tề bái vọng Cao Tông để từ biệt, nói rằng:「"Bệ hạ vạn tuế! Chiêu nghi Võ thị thừa hoan ân sủng, thiếp hẳn phải chết không còn nghi ngờ gì nữa!"」. Tiêu thị thì quát mắng to:「"Võ thị hồ ly! Mê hoặc thánh chủ, hãm hại ta thê thảm thế này! Ta khi chết phải hóa thành mèo, nhảy vào cắn đứt cổ họng của nhà ngươi mới hả dạ!"」. Từ đó, Võ hậu sai cung nhân đuổi đi và không cho nuôi mèo nữa.
Sau đó nhiều năm, Võ hậu thường mơ thấy Vương thị và Tiêu thị hiện hồn về, lữ thữ như quỷ dữ, bèn phải mời thầy Vu cổ giải, cũng chuyển đến Bồng Lai cung ở Đông Đô Lạc Dương mà sống, không về Trường An nữa. Đến đời Đường Trung Tông Lý Hiển lên ngôi lần thứ hai, sau khi Võ Tắc Thiên qua đời, họ tên của Vương thị và Tiêu thị được nghị định phục hồi như cũ, gia tộc của cả hai cũng được tha bổng. Nhưng cả hai cũng không khôi phục vị hiệu.